# 照屋愛美
照屋 愛美（てるや まなみ、1993年（平成5年）3月12日 - ）は、沖縄県出身のファッションモデル。

## 雑誌
- non-no